# Торфяной (Башкортостан)
Торфяной (баш. Торфяной) — деревня в Уфимском районе Республики Башкортостан Российской Федерации. Входит в состав Чесноковского сельсовета.

## География

### Географическое положение
Расстояние до:
- районного центра (Уфа): 19 км,
- центра сельсовета (Чесноковка): 7 км,
- ближайшей ж/д станции (Уршак): 1 км.

## Население
| 2002 | 2009 | 2010 |
| ---- | ---- | ---- |
| 170  | ↗194 | ↗196 |

Национальный состав
Согласно переписи 2002 года, преобладающая национальность — русские (64 %).